# Cadeau aux jeunes maîtresses de maison

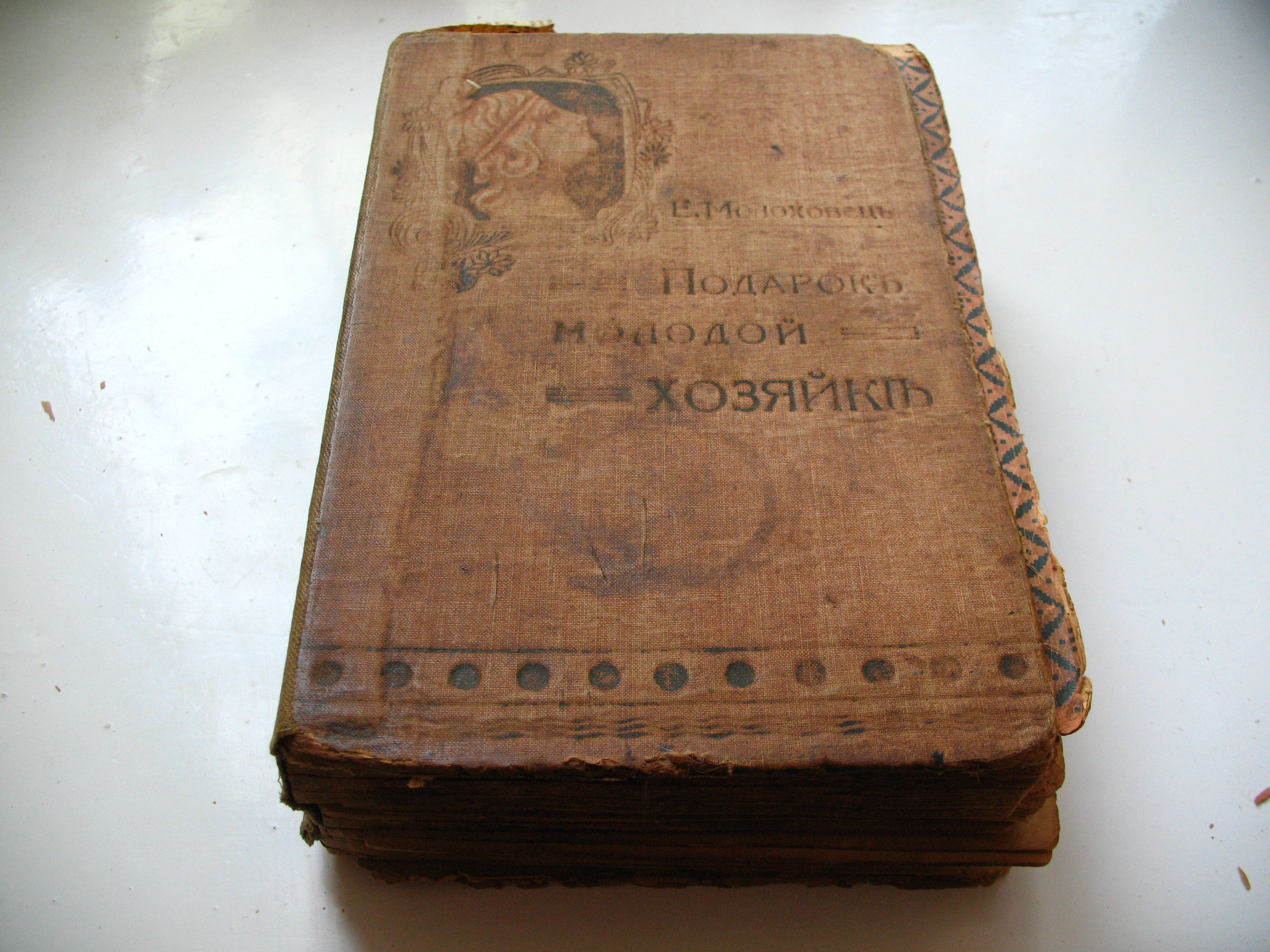
Édition de 1917.

Le Cadeau aux jeunes maîtresses de maison (en russe : Подарок молодым хозяйкам) est un livre de cuisine russe écrit par Elena Molokhovets (ru). C'est le livre de cuisine russe qui connaît le plus grand succès dans la Russie du XIXe siècle et du début du XXe siècle.
Elena Molokhovets reprend et met à jour régulièrement le texte du livre entre 1861 et 1917 ; c'est au cours de cette période que survient l'émancipation des serfs et la Révolution russe de 1917.  
Le livre était bien connu dans tous les foyers russes tout au long de ses différentes publications, et pendant des décennies ensuite.

## Livre de cuisine russe traditionnelle
Le livre d'Elena Molokhovets connaît 20 éditions successives, et se vend au total à 295 000 exemplaires. Il donne des recommandations pour préparer des plats élaborés comme le cochon de lait, le « gâteau de Madère », ou la gélinotte des bois. On y trouve également des recettes de soupes, de beignets, de tartes, de champignons, d'aspics, de mousses et de boulettes. 
D'autres recettes indiquent tout ce qu'il faut savoir pour faire des confitures, de la moutarde, et même de la vodka. Bien que le nombre de recettes ait varié en fonction des éditions, on en trouvait 3 218 dans l'édition de 1897. Au-delà des recettes, le livre traitait également des techniques de cuisson, des ustensiles de cuisine, des fours, de la gestion de la maisonnée, des relations avec les domestiques, des menus pour les jours de fête, et de la nutrition. On y trouvait enfin quelques conseils pour économiser temps et argent.

## Défaveur pendant la période soviétique
Au cours de la période soviétique, le livre, écrit pour la classe moyenne et l'aristocratie, est condamné comme « bourgeois » et « décadent », principalement à cause de son ton aristocratique, et de la condescendance qu'il montre à l'égard des classes les plus défavorisées. Ainsi, le livre dit que 

« les gardons frais n'ont guère de goût et ne sont pas très utiles ; c'est pourquoi on préfèrera n'en faire usage que pour nourrir les domestiques. »

 L'ouvrage tombe également en désuétude au XXe siècle dans la mesure où il ne prend pas en compte l'équipement ménager moderne, tel que réfrigérateurs, cuisinières et fours électriques, etc. 
Une autre raison pour la perte de faveur que connaît l'ouvrage pendant la période soviétique est lié à la pénurie qui règne dans l'URSS de l'après-guerre : au moment où les ménagères russes doivent subir des rationnements et faire la queue pour espérer se procurer la nourriture quotidienne, la notion même de livres de cuisine contenant des recettes élaborées apparaît comme un dérisoire anachronisme. Une recette pour le babka (une sorte de baba) indique par exemple qu'il faut utiliser de 60 à 70 œufs, ce que bien peu de gens peuvent alors se permettre. Mais, à mesure que le niveau de vie s'améliore, le besoin de livres de cuisine proposant des recettes élaborées se fait de nouveau sentir ; ainsi, en 1939, est publié Le Livre de la nourriture bonne et saine pour remplacer Cadeau aux jeunes maîtresses de maison par un livre de cuisine plus moderne.